# 동화은행
동화은행(同和銀行)은 대한민국에 거주하는 실향민이 중심이 되어 설립했던 대한민국의 은행으로, 1989년부터 2010년까지 존속했던 금융기관이다. 117만 3,849명에 이르는 실향민과 1,561개의 단체를 망라한, 거대한 규모의 주주로 이루어져 있었다.

## 개요
1987년 12월 29일 이북5도은행 설립위원회를 구성, 설립 준비에 착수하였으며 1989년 1월 동화금융주식회사를 설립했다. 같은 해 7월 24일 동화은행 설립인가를 받아 9월 5일부터 영업을 개시하였다. 1991년 2월 25일 신용카드 사업인 동화비자카드를 개시하였으며, 같은 해인 10월 15일 동화리스금융을 설립한다.
1994년 당시에는 81개 점포를 운영하였으나 1997년 외환 위기 이후 1998년 6월 29일 금융감독위원회로부터 대동은행, 동남은행, 경기은행, 충청은행과 함께 퇴출은행으로 지정되었고, 신한은행이 동화은행을 인수하였다. 이후 동화은행 법인은 2010년에 소멸했다.

## 그 외
대한민국 토종 커피 체인 중 하나인 이디야커피의 문창기 대표는 동화은행에서 재직했던 금융인 출신으로 알려져 있다.

## 관계 회사
- 동화리스금융

## 참고자료
- 동화은행 동우회 보관됨 2014-05-16 - 웨이백 머신